# Florentino Domínguez Ordóñez
Florentino Domínguez Ordóñez (San Pedro Xochiteotla, Tlaxcala, 16 de octubre de 1962-27 de diciembre de 2020) fue un profesor, líder sindical y político mexicano, militante del Partido Revolucionario Institucional. Fue diputado federal de 2003 a 2006 y secretario de Educación de Tlaxcala hasta 2020.

## Reseña biográfica
Florentino Domínguez Ordóñez fue maestro normalista egresado de la Escuela Normal Urbana de Tlaxcala, licenciado en Educación Media en Ciencias Naturales y licenciado en Educación Media en Inglés por la Universidad Autónoma de Tlaxcala, así mismo tenía una maestría en Administración Educativa por la misma institución.
Inició su actividad política como líder sindical en el Sindicato Nacional de Trabajadores de la Educación (SNTE), en el que realizó la mayor parte de su vida política, siendo de 1989 a 1991 secretario general de la sección 55 del SNTE. En este cargo participó como delegado en asambleas del PRI y del SNTE, y participó en numerosas actividades políticas en las mismas.
De 1994 a 1996 fue director general de Pensiones Civiles de Tlaxcala y de 1996 a 1999 subdirector general de educación pública en la SEP y Unidad de Servicios Educativos de Tlaxcala, ambos en el gobierno de José Antonio Álvarez Lima, de 2000 a 2002 fue asesor técnico-pedagógico en el Consejo Estatal Técnico de la Educación y de 2002 a 2003 vocal ejecutivo del programa imagen urbana en la presidencia municipal de Tlaxcala.
En 2003 fue electo diputado federal por el Distrito 2 de Tlaxcala a la LIX Legislatura, en la que ocupó los cargos de integrante de las comisiones de Comunicaciones, de Defensa Nacional, y de Educación Pública y Servicios Educativos.
Al término de la diputación, de 2007 a 2009 fue director general el Instituto Tlaxcalteca para la Educación de los Adultos, y de 2011 a 2012 fue coordinador general de la instancia estatal de formación continua de la Secretaría de Educación Pública. De 2014 a 2016 fue diputado al Congreso del Estado de Tlaxcala y líder de los diputados del PRI y de 2017 a 2018 fue presidente del comité estatal del PRI.
Del 1 de enero al 14 de marzo de 2017 fue secretario de Gobierno de Tlaxcala en la administración del gobernador Marco Antonio Mena Rodríguez, y en la última fecha pasó a ocupar la titularidad de la secretaría de Educación Pública del estado por nombramiento del mismo gobernador, permaneció en dicho cargo hasta el 27 de diciembre de 2020 en que perdió la vida a consecuencia de la enfermedad por coronavirus.